# Jean-Baptiste Berruyer
Pour les articles homonymes, voir Berruyer.
Jean-Baptiste Berruyer, né le 16 mai 1771 à Lyon et mort le 27 août 1815 dans la même ville, est un militaire français des XVIIIe et XIXe siècles.

## Biographie

### Sous la Révolution et le Consulat
Berruyer entra au service comme sous-lieutenant dans le 1er régiment de carabiniers le 10 mai 1791, et passa en qualité de lieutenant aide de camp auprès de Jean-François Berruyer, son père, maréchal de camp commandant la brigade de carabiniers, le 4 juin 1792. C'est en cette qualité qu'il commença la campagne de 1792 à l'armée du Nord. Promu capitaine dans la légion germanique le 4 septembre de la même année, il passa à l'armée du Rhin, où il servit pendant les années 1793, II et III. 
Nommé lieutenant-colonel dans cette légion le 12 mai 1793, il passa au 11e régiment de hussards le 16 juin suivant, jour de la formation, pour y commander la 12e compagnie, en conservant son rang de lieutenant-colonel. Appelé à l'armée d'Italie, il y servit depuis l'an IV jusqu'à l'an IX, et fut confirmé comme chef d'escadron dans le 11e de hussards le 26 brumaire an IV. Le 30 messidor an VII, à la bataille de la Trebbia, il fut touché au bras droit, et en l'an IX, au passage du Mincio, une balle l'atteint à la cuisse. 
Nommé chef de brigade, colonel commandant le 21e régiment de chasseurs à cheval le 20 fructidor an XI (7 septembre 1803), il fut employé à l'armée des côtes de l'Océan pendant les ans XII et XIII, fut créé membre de la Légion d'honneur le 19 frimaire an XII (11 décembre 1803), et officier de l'Ordre le 25 prairial suivant (14 juin 1804).

### Officier de l'Empire
De l'an XIV à 1807, il fit la guerre en Autriche (1805), en Prusse (1806) et en Pologne (1807) avec la division de cavalerie du 5e corps de la Grande Armée. Le 14 octobre 1806, à Iéna, il exécuta, à la tête de son régiment, deux charges successives contre 2 bataillons carrés qu'il enfonça, fit 2 000 prisonniers, parmi lesquels se trouvait un officier général, et enleva 5 pièces de canon et 4 drapeaux. Sa conduite dans cette journée fut tellement brillante que l'Empereur lui adressa des éloges publics sur le champ de bataille même. Admis à la retraite le 7 janvier 1808 pour cause d'infirmités, il reçut, au mois de mars de la même année, le titre de baron de l'Empire avec une dotation. Il meurt quelques années plus tard et son corps est inhumé au cimetière de Loyasse.

## Armoiries
| Figure | Blasonnement |
|        | Armes du baron Berruyer et de l'Empire (décret du 19 mars 1808, lettres patentes du 27 juillet 1808 (Toulouse)) Lozangé d'or et d'azur ; franc quartier des barons militaires brochant sur le tout. Livrées : les couleurs de l'écu. |